# Trogen (Svizzera)
Trogen (toponimo tedesco) è un comune svizzero di 1 735 abitanti del Canton Appenzello Esterno, del quale ospita diverse istituzioni (facendone così una capitale, accanto a Herisau).

## Storia
Dal territorio della rhode di Trogen nel 1638 fu scorporata la località di Walzenhausen, nel 1686 quella di Wald, nel 1688 quella di Reute e nel 1669 quella di Rehetobel, tutte divenute comuni autonomi. Trogen fu l'unica capitale del cantone fino al 1877, quando le istituzioni principali furono spostate a Herisau. Dal 2017 Trogen è parte dell'associazione "I borghi più belli della Svizzera".

## Monumenti e luoghi d'interesse

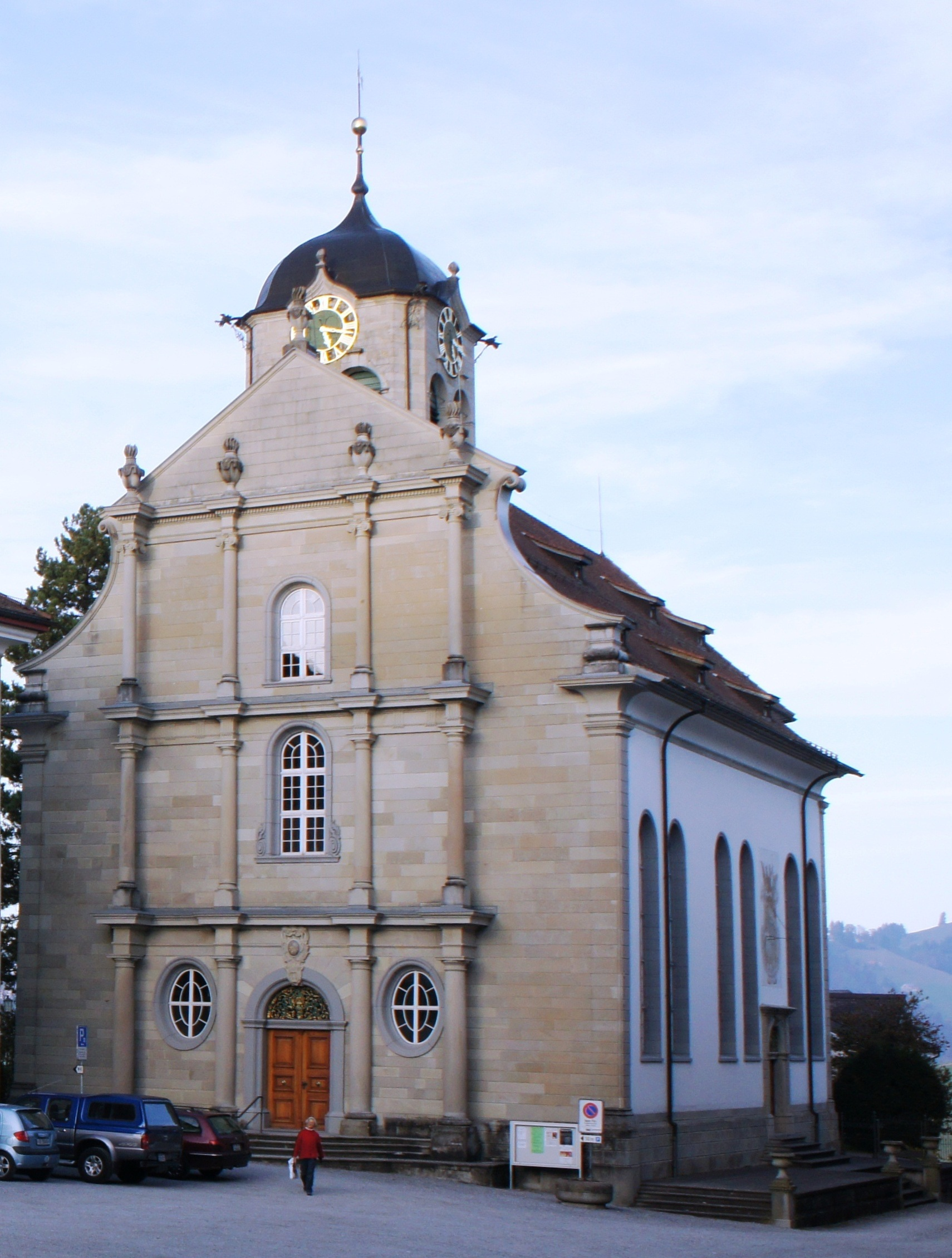
La chiesa riformata

- Chiesa riformata (già di Santa Maria), eretta nel 1459 circa e ricostruita nel 1779-1782[2].
- Biblioteca cantonale.

## Società

### Evoluzione demografica
L'evoluzione demografica è riportata nella seguente tabella (fino al 1667 con Rehetobel e Wald):
Abitanti censiti

### Istituzioni, enti e associazioni

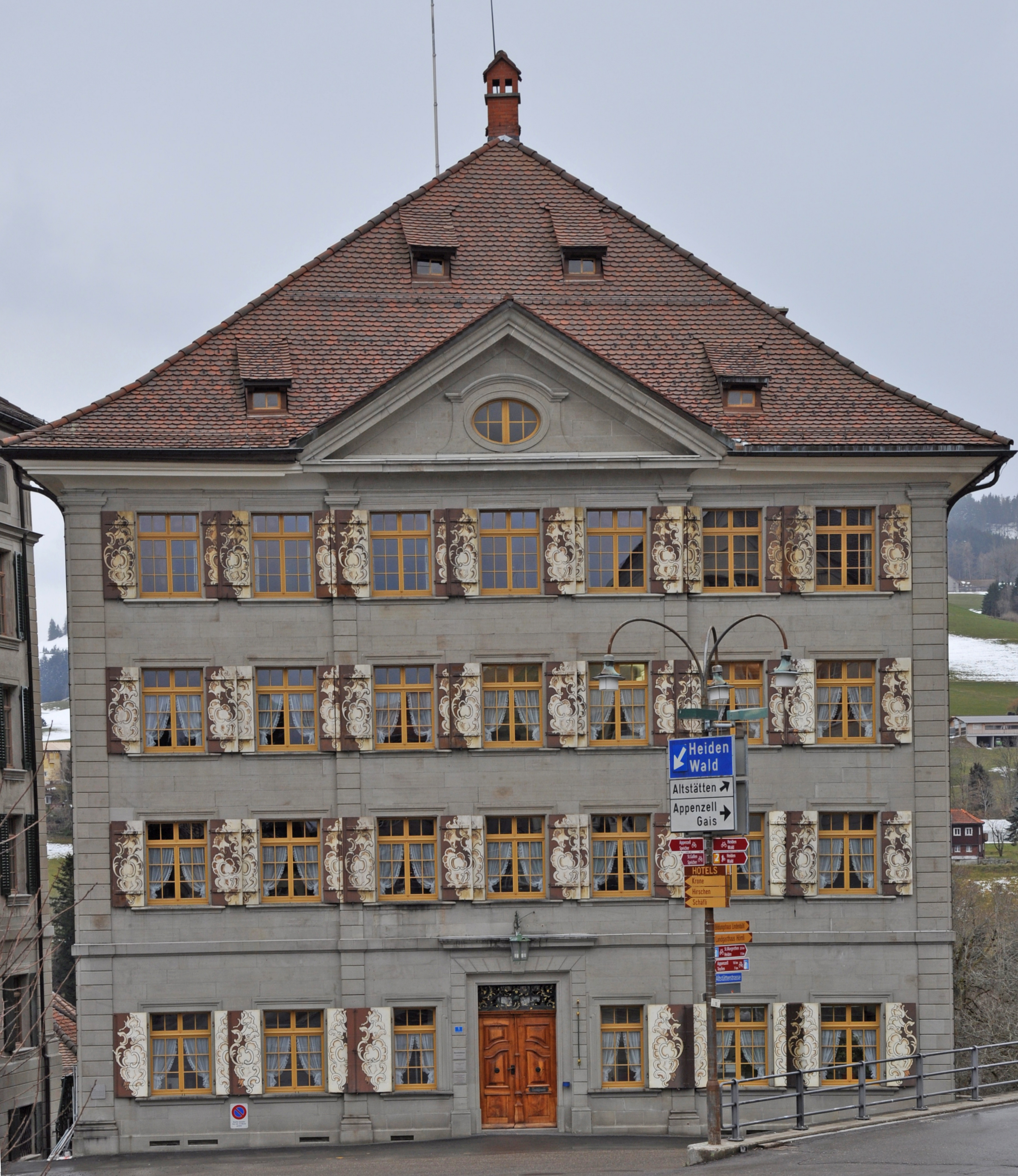
Il municipio, sede della biblioteca cantonale

Sebbene dal 1877 la capitale del cantone sia Herisau, a Trogen continuano ad avere sede il tribunale, il tribunale d'appello, la polizia, la scuola e la biblioteca cantonali.

## Infrastrutture e trasporti

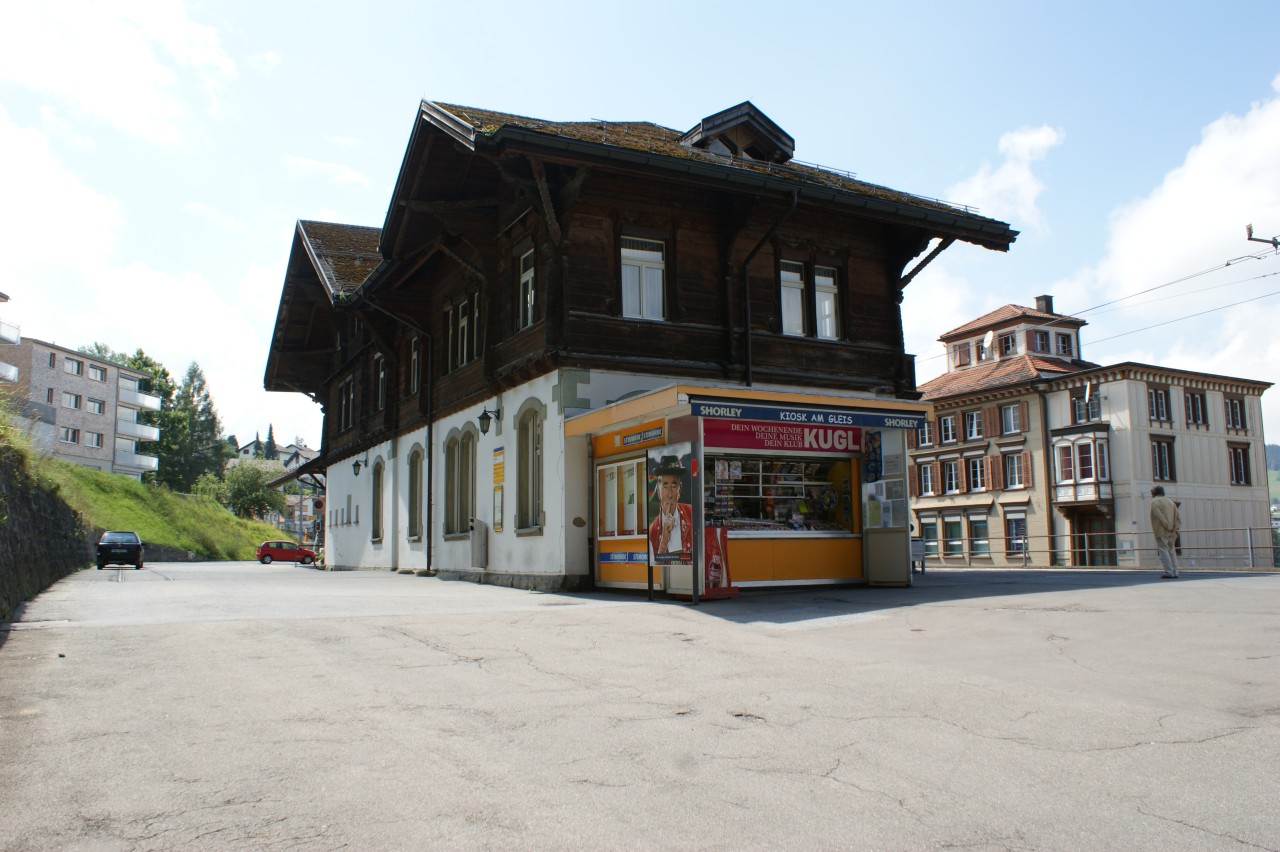
La stazione di Trogen

Trogen è servito dall'omonima stazione, capolinea della ferrovia San Gallo-Trogen (linea S21 della rete celere di San Gallo). Sulla stessa linea e all'interno del comune è presente, inoltre, la stazione di Gfeld.

## Amministrazione
Ogni famiglia originaria del luogo fa parte del cosiddetto comune patriziale e ha la responsabilità della manutenzione di ogni bene ricadente all'interno dei confini del comune.